# Kanton Saint-Laurent-du-Var-Cagnes-sur-Mer-Est
Kanton Saint-Laurent-du-Var-Cagnes-sur-Mer-Est (fr. Canton de Saint-Laurent-du-Var-Cagnes-sur-Mer-Est) je francouzský kanton v departementu Alpes-Maritimes v regionu Provence-Alpes-Côte d'Azur. Tvoří ho dvě obce. V roce 2012 měl 37 102 obyvatel.

## Obce kantonu
- Cagnes-sur-Mer (východní část)
- Saint-Laurent-du-Var